# Usia aenea
Usia aenea är en tvåvingeart som först beskrevs av Rossi 1794.  Usia aenea ingår i släktet Usia och familjen svävflugor. Inga underarter finns listade i Catalogue of Life.